# Trichopterigia multipunctata
Trichopterigia multipunctata là một loài bướm đêm trong họ Geometridae.